# Platianeus
Platianeus là một chi bọ cánh cứng trong họ 
Elateridae.
Chi này được miêu tả khoa học năm 2004 bởi Schimmel.

## Các loài
Các loài trong chi này gồm:
- Platianeus holzschuhi Schimmel, 2004
- Platianeus kubani Schimmel, 2004